# Ulica Lisa w Katowicach
Ulica Lisa w Katowicach – ulica w Katowicach, położona w północno-zachodniej części miasta, na obszarze dzielnicy Załęże.
Swój początek bierze przy skrzyżowaniu z ulicą Gliwicką w północnej części, po czym biegnie w kierunku południowo-zachodnim do linii kolejowej nr 137, gdzie kończy swój bieg, po drodze krzyżując się z ulicą Ślusarską. Cała zabudowa ulicy powstała na przełomie XIX i XX wieku jako część kolonii robotniczej kopalni „Kleofas”. 

## Charakterystyka
Ulica Lisa przebiega przez teren katowickiej dzielnicy Załęże na całej swojej długości. Jest to droga gminna nr 100188S o klasie drogi dojazdowej, o długości 196 m. Jezdnia ulicy o szerokości 5,4 m posiada nawierzchnię z kostki kamiennej. Droga jest w administracji Miejskiego Zarządu Ulic i Mostów w Katowicach. W systemie TERYT widnieje pod numerem 11162, natomiast kod pocztowy dla adresów wzdłuż niej to 40-860. 
Ulicą Lisa nie kursują pojazdy miejskiego transportu zbiorowego na zlecenie Zarządu Transportu Metropolitalnego (ZTM) – najbliższy przystanek autobusowy znajduje się na ulicy Wiśniowej (przystanek Załęże Wiśniowa), a tramwajowy w pobliżu skrzyżowania ulicy Gliwickiej i Wiśniowej (przystanek Załęże Wiśniowa). 
Przy ulicy Lisa, według stanu z połowy listopada 2024 roku, prócz lokali mieszkalnych znajduje się sklep wielobranżowy i sklep spożywczy, zaś na początku lutego 2022 roku w systemie REGON zarejestrowanych było łącznie 13 podmiotów gospodarczych z siedzibą przy ulicy Lisa. Wierni rzymskokatoliccy mieszkający przy ulicy Lisa przynależą do parafii św. Józefa.  
Patronem ulicy jest najprawdopodobniej nieznany z imienia Lis, pracownik kopalni „Kleofas”, który wraz z sześcioma innymi osobami zginął 15 sierpnia 1919 roku w trakcie prowokacji Grenzschutzu podczas wypłaty.

## Historia

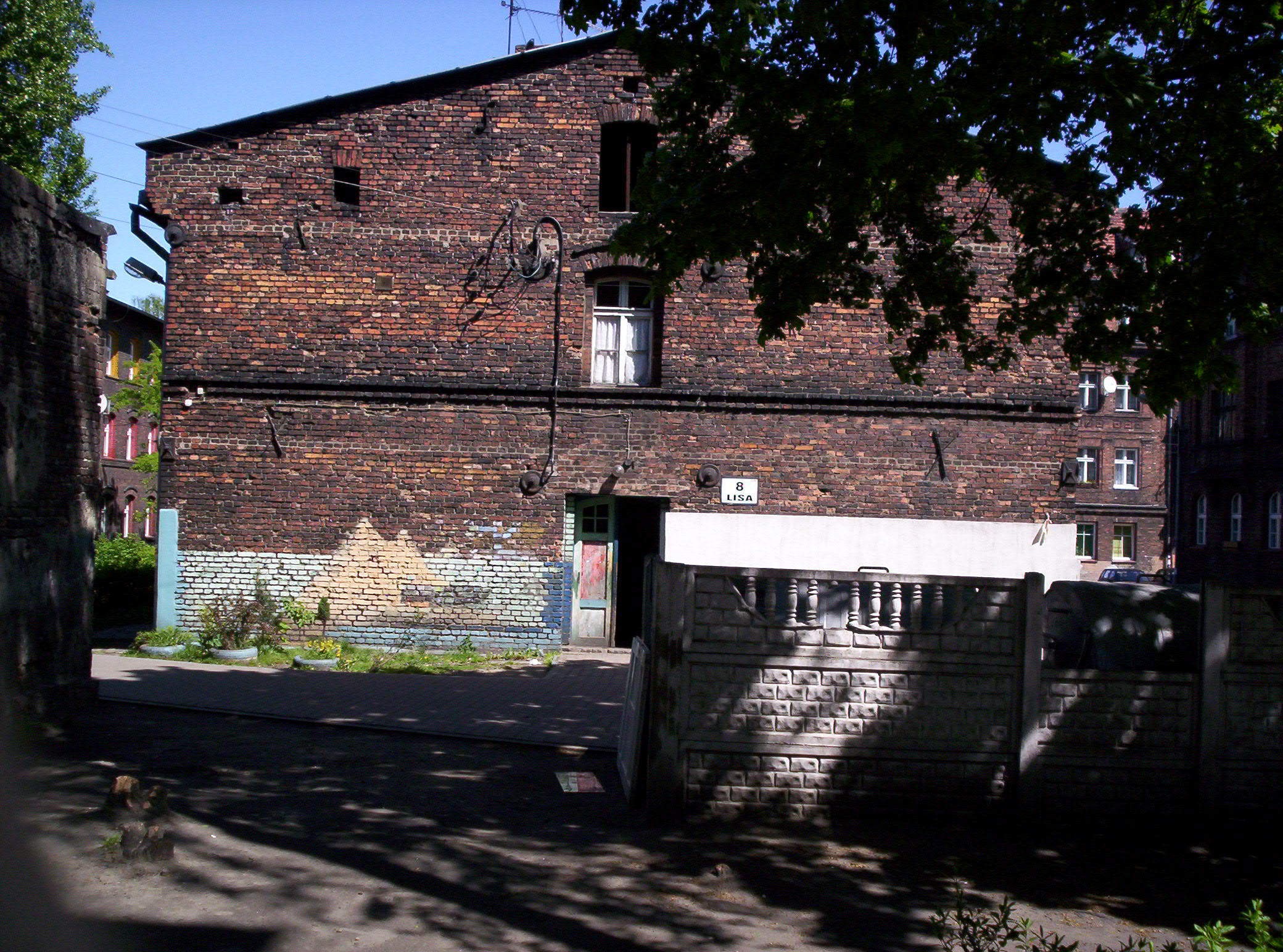
Familok przy ulicy Lisa 8 (2007)

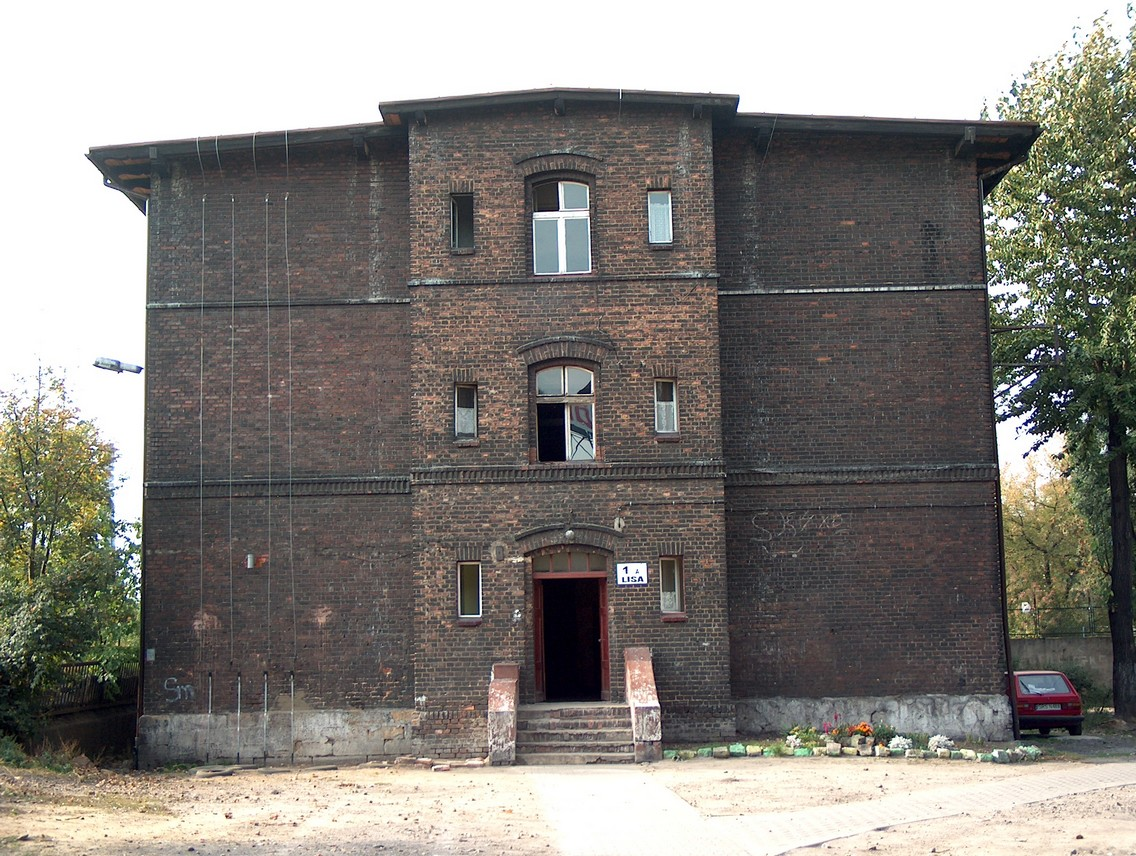
Familok przy ulicy Lisa 14a (2007)

Powstanie ulicy Lisa miało związek z pobliską kopalnią „Cleophas” (późniejszy „Kleofas”), która została zakupiona przez spółkę Georg von Giesches Erben w 1880 roku. Spółka ta na potrzeby kopalni wybudowała kolonię domów robotniczych w rejonie obecnej ulicy Wiśniowej (w tym przy ulicy Lisa) i F. Bocheńskiego. Zabudowa ta powstała w przeważającej części w latach 1890–1914 i są to głównie familoki, ale również domy w typie kamienicy. Sama zaś ulica Lisa pojawia się na mapach wydanych po 1902 roku i nosiła nazwę Querstrasse. 
Pierwszym budynkiem powstałym przy obecnej ulicy Lisa był familok przy ulicy Lisa 6a/6b, wzniesiony w 1893 roku. W 1897 roku powstał familok pod numerem 14a/14b, w 1899 roku przy ulicy Lisa 6/8 (był bazą noclegową dla budowniczych załęskiego osiedla familoków), a rok później budynki przy ulicy Lisa 2/4 i 14c/14d. Do tego czasu powstawała zabudowa tylko po stronie zachodniej obecnej ulicy. W 1903 roku powstała kamienica przy ulicy Lisa 1/1a (już po wschodniej stronie ulicy), a w 1905 roku familok pod numerem 10/12. Ostatnie dwa familoki przy ulicy Lisa powstały kilkanaście lat później – w 1916 roku (ulica Lisa 3/5 i 7/9). Niektóre familoki i kamienice zyskały na elewacjach dekoracje z układanej cegły, wykusze i gzymsy. W budynkach tych znajdowało się do 36 mieszkań, a za familokami powstawały zabudowania gospodarcze.
W latach międzywojennych droga nosiła obecną nazwę – ulica Lisa. W tym czasie funkcjonował tutaj warsztat elektromechaniki samochodowej, a domy mieszkalne należały do spółki Giesche. W 1938 roku przy ulicy Lisa mieściło się 12 nieruchomości, w których znajdowały się łącznie 183 lokale mieszkalne, w tym 20 jednopokojowych, 154 dwupokojowe i 8 trzypokojowych. W tym czasie żaden z lokali nie posiadał łazienki.
W czasach II wojny światowej ulica nosiła ona nazwę Querstraße, a w 1945 roku wrócono do przedwojennej nazwy. Po II wojnie światowej przy ulicy Lisa znajdowała się m.in. konserwatornia taśm filmowych przedsiębiorstwa Film Polski oraz biuro budowlane Fundament. Część familoków została nadbudowana.
Ulica Lisa stanowiła jedną ze scenerii dla zrealizowanego w 1980 roku filmu Janusza Kidawy Grzeszny żywot Franciszka Buły.
28 maja 2019 roku prezydent Katowic Marcin Krupa wydał zarządzenie w sprawie przeprowadzania konsultacji społecznych dotyczących zmiany nazwy ulicy z ulicy Lisa na ulicę harcmistrza Jerzego Lisa. Pomysł zmiany nazwy został zainicjowany przez Radę Jednostki Pomocniczej nr 7 Załęże. Wszyscy, którzy wyrazili opinię w konsultacjach, wyrazili sprzeciw wobec zmiany nazwy ulicy.

## Obiekty zabytkowe i historyczne

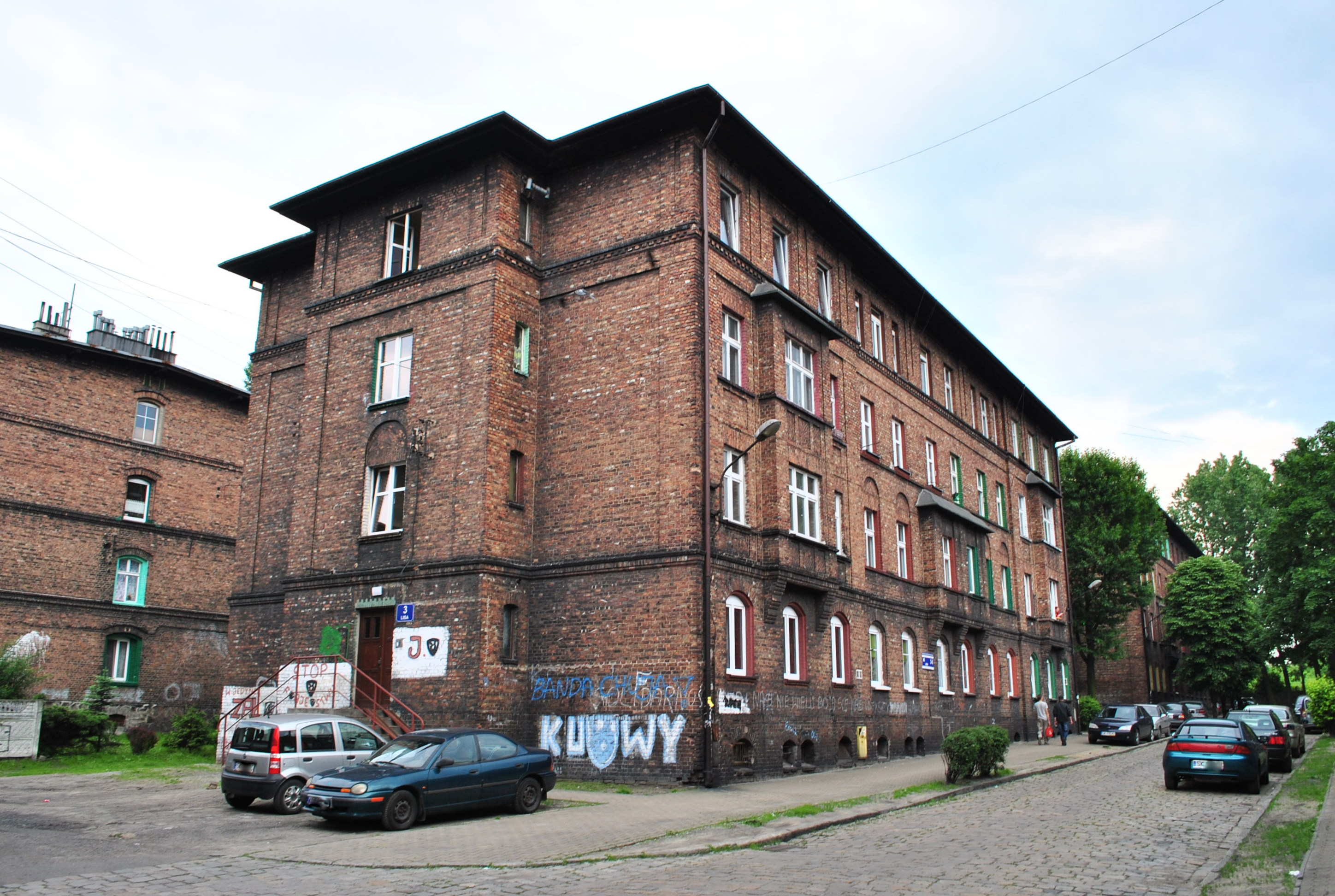
Familok przy ulicy Lisa 3/5 (2013)

- Familok (ul. Lisa 1/1a) – osiedla kopalni „Kleofas”; z początków XX wieku w stylu historyzmu ceglanego prostego; jest to obiekt murowany z cegły, czterokondygnacyjny, zwieńczony dachem jednospadowym; posiada gzymsy kordonowe, łuki odcinkowe nad otworami okiennymi i ściankę kolankową[25],
- Familok (ul. Lisa 2/4) – osiedla kopalni „Kleofas”; z końca XIX wieku w stylu historyzmu ceglanego prostego; jest to obiekt murowany z cegły, czterokondygnacyjny, zwieńczony dachem dwuspadowym; posiada gzymsy i łuki odcinkowe nad otworami okiennymi[26],
- Familok (ul. Lisa 3/5) – osiedla kopalni „Kleofas”; z początków XX wieku w stylu modernizmu ceglanego[26] według projektu Emila i Georga Zillmannów[27]; jest to obiekt murowany z cegły, czterokondygnacyjny, zwieńczony dachem czterospadowym; posiada ryzality, płaską artykulację, gzymsy i płyciny podokienników[26],
- Dom wielorodzinny (ul. Lisa 6/8) – osiedla kopalni „Kleofas”; z końca XIX wieku w stylu historyzmu ceglanego prostego; jest to obiekt murowany z cegły i z podmurówką kamienną, dwukondygnacyjny, zwieńczony dachem dwuspadowym; posiada gzymsy i łuki odcinkowe nad otworami okiennymi[28],
- Familok (ul. Lisa 6a/6b) – osiedla kopalni „Kleofas”; z końca XIX wieku w stylu historyzmu ceglanego prostego; jest to obiekt murowany z cegły i z podmurówką kamienną, trójkondygnacyjny, zwieńczony dachem dwuspadowym; posiada gzymsy kordonowe i łuki odcinkowe nad otworami okiennymi[28],
- Familok (ul. Lisa 7/9) – osiedla kopalni „Kleofas”; z początków XX wieku w stylu modernizmu ceglanego[28] według projektu Emila i Georga Zillmannów[27]; jest to obiekt murowany z cegły, czterokondygnacyjny, zwieńczony dachem czterospadowym; posiada wykusze, płaskie wnęki, płaską artykulację pionową, wydatne ryzality i płyciny podokienników[28],
- Familok (ul. Lisa 10/12) – osiedla kopalni „Kleofas”; z przełomu XIX i XX wieku w stylu historyzmu ceglanego prostego; jest to obiekt murowany z cegły, czterokondygnacyjny, zwieńczony dachem dwuspadowym; posiada gzymsy i łuki odcinkowe nad otworami okiennymi[29],
- Familok (ul. Lisa 14a/14b) – osiedla kopalni „Kleofas”; z końca XIX wieku w stylu historyzmu ceglanego prostego; jest to obiekt murowany z cegły, trójkondygnacyjny, zwieńczony dachem czterospadowym; posiada gzymsy kordonowe, łuki odcinkowe nad otworami okiennymi i schody zewnętrzne[29],
- Familok (ul. Lisa 14c/14d) – osiedla kopalni „Kleofas”; z końca XIX wieku w stylu historyzmu ceglanego prostego; jest to obiekt murowany z cegły, czterokondygnacyjny, zwieńczony dachem czterospadowym; posiada gzymsy kordonowe, łuki odcinkowe nad otworami okiennymi i schody zewnętrzne[29].